# 亞歷山大·蘇馬羅科夫

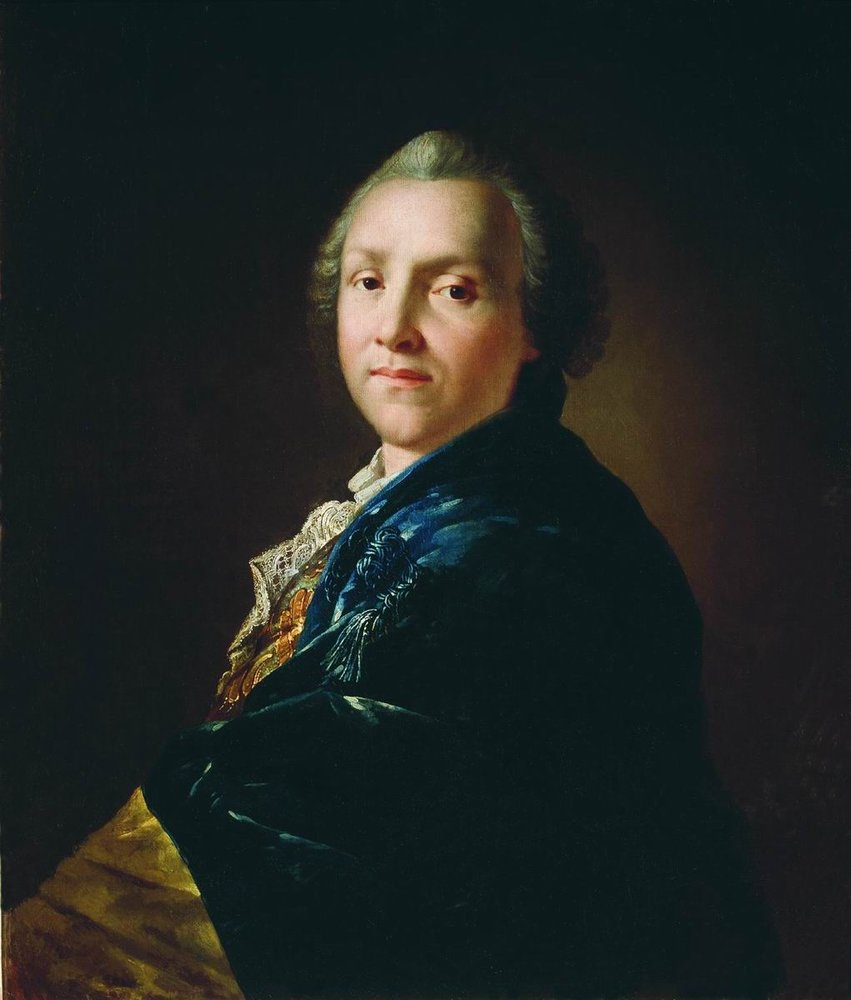

亚历山大·彼得罗维奇·苏马罗科夫（俄语：Алекса́ндр Петро́вич Сумаро́ков，1717年11月25日—1777年10月12日），俄罗斯诗人、剧作家。他生于莫斯科的一个贵族家庭，在家中接受启蒙教育，后来在贵族的陆军武备学校学习。苏马罗科夫在学校中参加文学小组，写奉承的爱情歌词，配上当时流行的小步舞曲，在彼得堡的贵族育年中风行一时，还得到女皇的赏识。武备学校毕业后，苏马罗科夫当上一位伯爵的副官；他写了许多悲剧、喜剧和歌剧，获得很大的成就。他被任命为俄国策一剧院的院长。苏马罗科夫在作品中攻击贵族的骄横和不道德，提倡减轻对农奴的压迫。1763年，在叶卡捷琳娜二世登基日，戏剧家沃尔科夫朗诵了苏马罗科夫写的一首讽刺俄国社会风尚的诗《对变化无常的世界的大合唱》，引起女皇的愤怒。苏马罗料夫被迫离开彼得堡，贫困而死。苏马罗科夫的创作体裁是多种多样的，除戏剧外，还写抒情诗、颂诗、童话、讽刺诗、铭词。他的诗歌的韵律丰富多彩，在俄国诗歌发展中起过一定作用，其歌谣很多取材于民间作品。

## 创作
苏马罗科夫的早期颂诗用特列季亚科夫斯基诗体写作。40年代与罗蒙诺索夫走到一起，这一时期诗作以罗蒙诺索夫精神写成。1747年，他完成了具有古典主义文论性质的两部诗体书简。在推崇颂诗和悲剧为崇高体裁，并且大量写作的同时，他也开始表现出自己的特性和偏好，他对所谓中间和低级体裁给予了更多的关注，例如牧歌、田园诗、歌曲、寓言、喜剧诗等。他与他的弟子和追随者们对于这些问题，在题材、主题、语言、形象以及格律和韵律方面进行了大量探索。
给苏马罗科夫带来崇高文学声誉的是他的戏剧创作。作为剧作家，他共创作了9部悲剧，包括《霍列夫》、《西纳夫和特鲁沃尔》（1750）、《维舍斯拉夫》（1768）、《伪皇德米特里》（1771）、《姆斯季斯拉夫》（1774）等。
苏马罗科夫戏剧情节则取材于俄罗斯历史。尽管作品用的主要是人名，而不是真实史料，但是由于他的努力，民族历史主题成为俄罗斯古典主义的突出特点。他的作品结构质朴简明，人物角色很少，而成熟时期的作品一般都是幸福结局。他的悲剧的戏剧冲突核心是爱情和责任的斗争，而责任最终取胜。他的悲剧颂扬贵族“公民”美德，主人公为责任而战胜自我。作品的社会政治意义在于抨击专制暴君（“不管权臣，还是领袖、统帅、君王／没有美德就是令人鄙夷的生物”）。他在其唯一一部取材于真实历史事件的悲剧《伪皇德米特里》中，号召推翻这个17世纪初在波兰支持下窃取王位的“暴君”，因为他是“莫斯科、俄罗斯的敌人和臣民的折磨者”。不过，推翻暴君的“人民”没有超越古典主义原则，还只是弱小的萌芽。同时，他笔下的德米特里不是活生生的人，而是一切暴虐的化身。
苏马罗科夫在喜剧方面也有贡献。他早期喜剧只是讽刺以人物为化身的某种恶习。60年代的喜剧《监护人》（1765）、《高利贷者》（1768）等风格怪异，主要揭露人物身上体现出来的卑鄙情欲。监护人觊觎孤儿财产而将青年贵族变成奴仆；高利贷者出于吝窗让仆人半饥半饱，逼他们去愉木材。他还曾为俄罗斯第一部歌剧《采法尔和普罗克里斯》（1755）撰写了剧本。